# Eugène Vermersch
Eugène Vermersch (Lilla, 13 agosto 1845 – Londra, 9 ottobre 1878) è stato un poeta e giornalista francese, tra i protagonisti della Comune di Parigi.

## Biografia
Nel 1864, a 19 anni, pubblicò il suo primo libro, Le Latium moderne e nel 1867 divenne direttore della rivista satirica Le Hanneton. Collaborò a Le Figaro, alle riviste letterarie La Lune e L'Éclipse, e scrisse versi. Oppositore repubblicano del regime napoleonico, collaborò a La Marseillaise di Henri Rochefort nel 1870 e a Le Cri du Peuple nel 1871. Fu più volte condannato a causa dei suoi articoli.
Aderì alla Comune e con Maxime Vuillaume e Alphonse Humbert fondò Le père Duchêne, giornale il cui titolo riprende quello del quotidiano di Hébert. Dopo la Settimana di sangue si rifugiò in Belgio e poi nei Paesi Bassi da dove fu espulso. Si stabilì a Londra, dove fondò il giornale Qui vive e il Vermersch-Journal che ebbero breve vita come altri giornali da lui fondati. Stretto dalla miseria, dovette collaborare in forma anonima al Grelot, un settimanale pubblicato a Parigi che egli redigeva praticamente da solo e per pochi soldi, e scrivere feuilletons.
Sostenne dure polemiche con altri rifugiati comunardi come Édouard Vaillant, François Jourde, Émile Eudes. Nel 1874 partì con la moglie e il figlio per la Germania e la Svizzera. Tornato a Londra nel 1875, sofferente di crisi paranoiche, fu ricoverato in un ospedale psichiatrico dove morì nel 1878.
È l'autore de Les Incendiaires, «un capolavoro, il solo grande poema di un Comunardo».

## Scritti
- Le Latium moderne, lettre à un étudiant en droit, Paris, E. Sausset, 1864
- De l'Ostracisme littéraire, Paris, E. Sausset, 1865
- Saltimbanque et pantins, réponse au Syllabus de M. A. Weill, Paris, E. Sausset, 1865
- Les Printemps du cœur, Paris, E. Sausset, 1865
- Les Hommes du jour, 2 voll., Paris, Madre, 1866-1867
- Lettres à Mimi sur le Quartier latin, Paris, E. Sausset, 1866
- Les Binettes rimées, Paris, aux bureaux de L'Image, 1868
- La Chronique scandaleuse, Paris, Imprimerie Vallée, 1868
- La Lanterne en vers de Bohême, Paris, Imprimerie parisienne, 1868
- Le Grand testament du sieur Vermersch, Paris, Rouge frères, Dunon et Fresné, 1868
- Les Incendiaires, Bruxelles, Les Temps Nouveaux, 1871
- Un mot au public, London, s. i., 1874
- Les Partageux, London, s. i., 1874
- L'Infamie humaine, Paris, Lemerre, 1890